# كريستيانوفيل

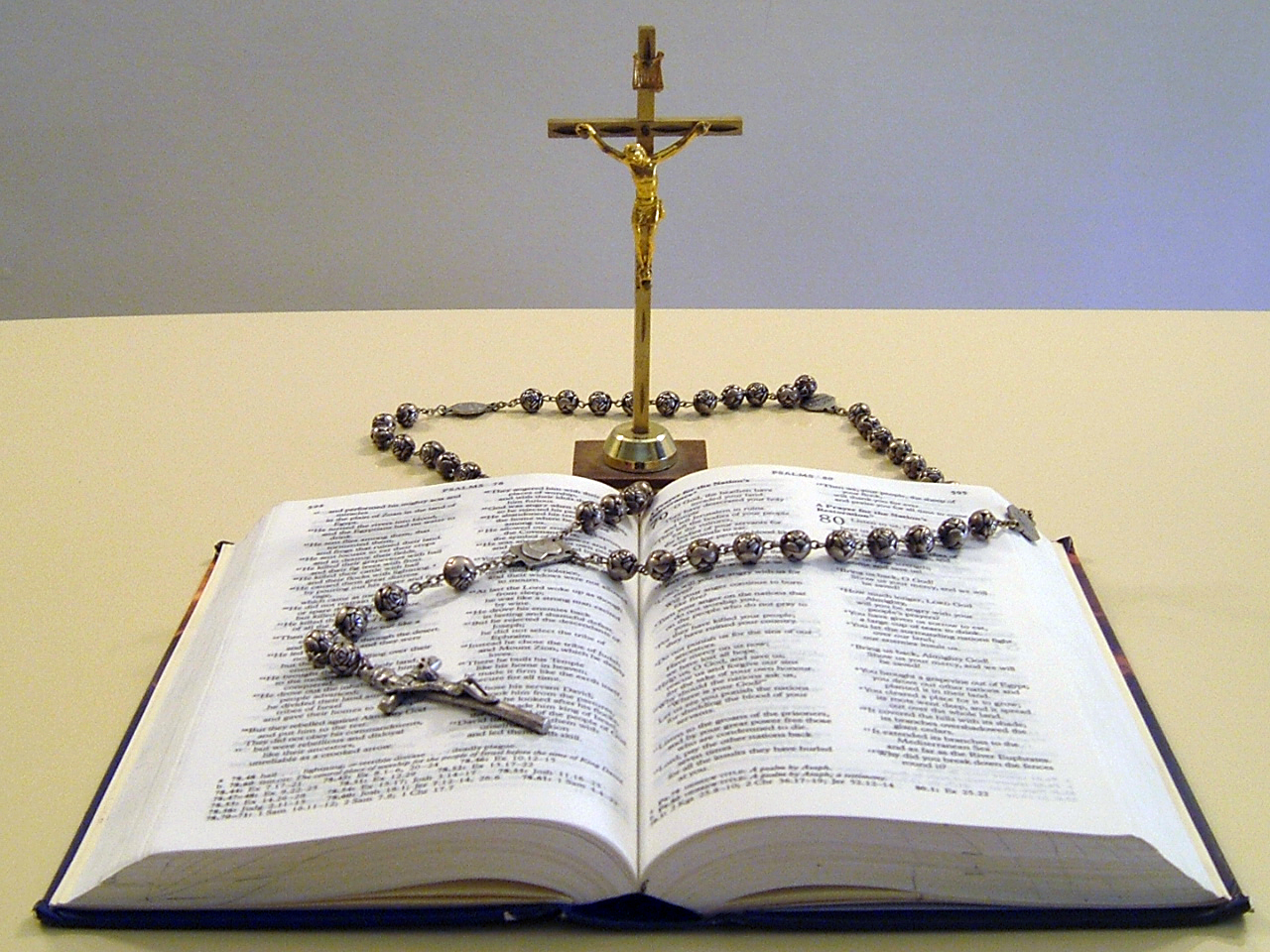
رموز من الثقافة المسيحية: الكتاب المقدس والمسبحة والصليب.

الكريستيانوفيل (بالإنجليزية: Christianophile)‏، هو شخص لديه ميول إيجابية قوية أو تعاطف أو اهتمام أو عشق وتقدير تجاه المسيحية أو الثقافة المسيحية أو التاريخ المسيحي أو العالم المسيحي أو المجتمع المسيحي. قد يشمل هذا الاهتمام أو التقدير للمسيحية نفسها أو ثقافتها وتاريخها ولاهوتها وفنونها وأدبها وفلسفتها وموسيقتها وإرثها المعماري واحتفالتها ومجتمعتها وتطورها. نقيض ذلك هو المسيحية فوبيا، وهو الشخص الذي يُظهر كراهية أو غيره من أشكال المشاعر السلبية تجاه كل ما هو مسيحي.

## تاريخ

### القرن التاسع عشر
في عام 1802 كتب الفيكونت دوشاتوبريان والذي وُصف بالكريستيانوفيل، كتاب عبقرية المسيحية (بالفرنسية: Génie du christianisme)، وفيه دافع عن العقيدة الكاثوليكية والمسيحية، ودافع الفيكونت دوشاتوبريان عن «حكمة وجمال المسيحية» ضد هجمات فلاسفة التنوير الفرنسيين والسياسيين الثوريين عليها. كان للكتاب تأثير هائل على ثقافة القرن التاسع عشر وليس فقط على الحياة الدينية. وكان تأثيرها الأكبر كان على الفن والأدب: لقد كان مصدر إلهام رئيسي للحركة الرومانسية. ووضع دوشاتوبريان أيضاً عدّة كتب أخرى يمتدح فيها الأخلاقيات المسيحية والتعاليم الكنسية.

### القرن العشرين
كتب غلبرت كيث تشيسترتون، والذي وُصف بالكريستيانوفيل؛ في أوائل القرن العشرين عن فوائد الدين المسيحي والثقافة التي أنتجتها، واشتهر باستخدامه للمفارقة، أوضح تشيسترتون أنه في حين أن المسيحية بها معظم الألغاز، إلا أنها كانت الديانة الأكثر عملية. وأشار إلى تقدم الحضارات المسيحية كدليل على جدواه العملية. أظهر ت. س. إليوت انجذاباً قويًا للثقافة المسيحية. ووفقًا له، فإن التقاليد المشتركة للمسيحية وثقافتها هو ما جعل أوروبا على ما هي عليه، وأنَّ الثقافة الأوروبية متجذرة في المسيحية. أظهر ونستون تشرشل تعاطفاً قوياً مع الثقافة البروتستانتية لأنه شعر بأنها «خطوة أقرب إلى العقل». المؤرخ جيفري بلايني، في كتابه «تاريخ قصير للمسيحية»، ناقش التأثير الحضاري للمسيحية، ومدى التأثير المسيحي على العالم. انتقد بعض الباحثين المركزية الأوروبية بإعتبارها «أسطورة كريستيانوفيلية»، انطلاقًا من التحيز الفطري للمركزية الأوروبية تجاه الحضارة الغربية، حيث وقفاً للباحث الكسيس هيراكليدس أدى إنشاء مفهوم «المجتمع الأوروبي»، الذي فضلَّ المكونات (المسيحية بشكل أساسي) للحضارة الأوروبية السماح للمتمركزين الأوروبيين بوصف المجتمعات والثقافات المتباينة على أنها «غير متحضرة».

## حسب الدول

خريطة البلدان التي لا تتعرف بعيد الميلاد في 25 ديسمبر أو 7 يناير باعتباره عطلة رسمية (باللون البني).

تُحظى المسيحية والثقافة المسيحية بصورة إيجابيَّة بشكل عام في عدد من المجتمعات غير المسيحية مثل هونغ كونغ، وماكاو، والهند، واليابان، ولبنان، وسنغافورة، وكوريا الجنوبية، وتايوان. في عدد من المجتمعات المسيحية التقليدية في أوروبا، كان هناك إحياء لما أُطلق عليه بعض الباحثين «الكريستيانوفيلية»، وتعاطفًا مع المسيحية وثقافتها، حيث تحدث السياسيون بشكل متزايد عن «الجذور والتراث المسيحي» لبلدانهم؛ وهذا يشمل النمسا، وفرنسا، والمجر، وإيطاليا، وبولندا، وروسيا، وصربيا، وسلوفاكيا، والمملكة المتحدة.
تأثير المسيحية على العالم واضح من خلال إنتشار ثقافتها الدينية؛ في أعيادها مثل عيد الفصح وعيد الميلاد كونها أيام عطل رسمية للأمم الغربية ولعدد كبير من الدول الغير مسيحية، وكون تقويمها؛ التقويم الميلادي هو التقويم الأكثر انتشارًا في العالم وهو التقويم الدولي في العصر الحديث، وفي أنو دوميني أي تقسيم تواريخ البشرية إلى قبل وبعد ميلاد يسوع مؤسس المسيحية؛ وفي مساهمات المسيحيين في تطوير الحضارة الإنسانية؛ وبات للمسيحية بصمة واضحة في الحضارة العالمية وتاريخ البشرية على مختلف الأصعدة. ولا يتوقف تأثير المسيحية على الحضارة الغربية فقد لعب المسيحيون أيضًا دورًا بارزًا ورياديًا في تطوير معالم الحضارة الإسلامية والشرقية. كذلك الأمر في الشرق الاقصى والهند للمسيحية إرث عريق ولا يزال في كافة المجالات خاصًة في التعليم والرعاية الصحية.

### سنغافورة

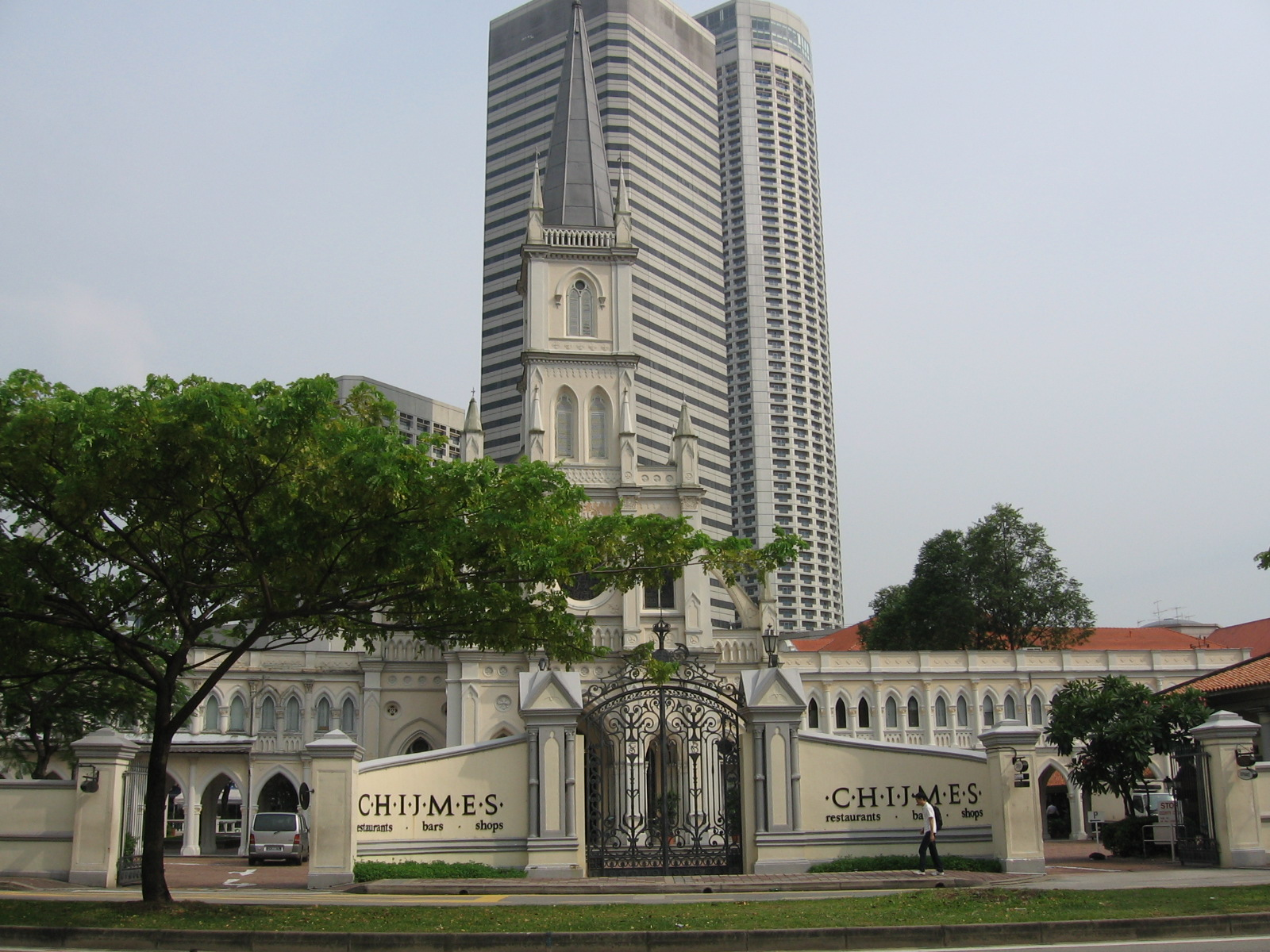
دير الطفل يسوع في سنغافورة: ترتبط صورة المسيحية في سنغافورة بالإمتياز والثروة والكوسموبوليتية.

يُشير إدي كو نه وتونغ تشي كيونغ من جامعة سنغافورة الوطنية أن المسيحية «ديانة مرتبطة بدين يتمتع بمكانة اجتماعية واقتصادية عالية، وأنها ديانة لها تأثير اجتماعي وسياسي كبير لا يتناسب مع عددها»، وفقاً للباحث روبي ب. غوه ترتبط صورة المسيحية في سنغافورة بالإمتياز والثروة والكوسموبوليتية (بما في ذلك التعليم الناطق باللغة الإنجليزية، والثقافة العالمية، والرأسمالية العالميَّة)،
وفقاً للباحث روبي ب. غوه ترتبط صورة المسيحية في سنغافورة بالكوسموبوليتية، والتي من خصائصها ارتفاع نسبة استخدام اللغة الإنجليزية، وارتفاع معدل التعليم الجامعي، والإقامة في الممتلكات الخاصة باهظة الثمن نسبيًا، وحضور النخبة بينها بشكل غير متناسب مع نسبتها السكانيَّة. ويشير الباحث روبي ب. غوه أنه على الرغم من أنَّه ليس كل المسيحيين في سنغافورة حاصلين على شهادة جامعية أو يعيشون في مساكن خاصة أو متواجدون في أعلى مستوايات السلم الإجتماعي والإقتصادي، الأ أنَّ الصورة النمطية عن المسيحيين في سنغافورة تصورهم كأثرياء ومتعلمين. يعود ذلك إلى كون المسيحية هي الدين الرئيسي بين قطاعات السكان الناطقين باللغة الإنجليزية، والحاصلين على شهادة جامعية، والأثرياء، بحسب الإحصائيات الرسميَّة.
وتحتل المسيحية في الوعي العام في سنغافورة موقعًا مشابهًا للكوسموبوليتية في منطق ثنائي (المسيحية مقابل الديانات التقليدية؛ الكوموبوليتانية مقابل النظرة غير العالميَّة؛ النجاح مقابل الكفاح) والتي أصبحت تُهيمن بشكل متزايد على الوعي الاجتماعي والخطاب السياسي والعام. على سبيل المثال صورت رواية وفيلم أغنياء آسيويون مجانين عائلة يونغ فاحشة الثراء كعائلة مسيحية ميثودية ورعة، حيث ترتبط صورة المسيحية في البلاد بالإمتياز والسلطة. كما وترتبط صورة المسيحية بالحداثة (بما في ذلك التعليم الناطق باللغة الإنجليزية، والثقافة العالمية، والرأسمالية العالميَّة).

### شرق آسيا
في بعض دول شرق آسيا وجنوب شرق آسيا تصور المسيحية وأتباعها بشكل إيجابي. ترتبط صورة المسيحية في هونغ كونغ بالإمتياز والسلطة والثروة والتعليم. ويُنظر إلى البروتستانتية في كوريا الجنوبية كدين الطبقة الوسطى والشباب والمفكرّين وسكان المدن، ويُنظر في إيجابية إلى دورها المركزي في حداثة كوريا الجنوبية ومضاهاتها للولايات المتحدة.

#### تايوان

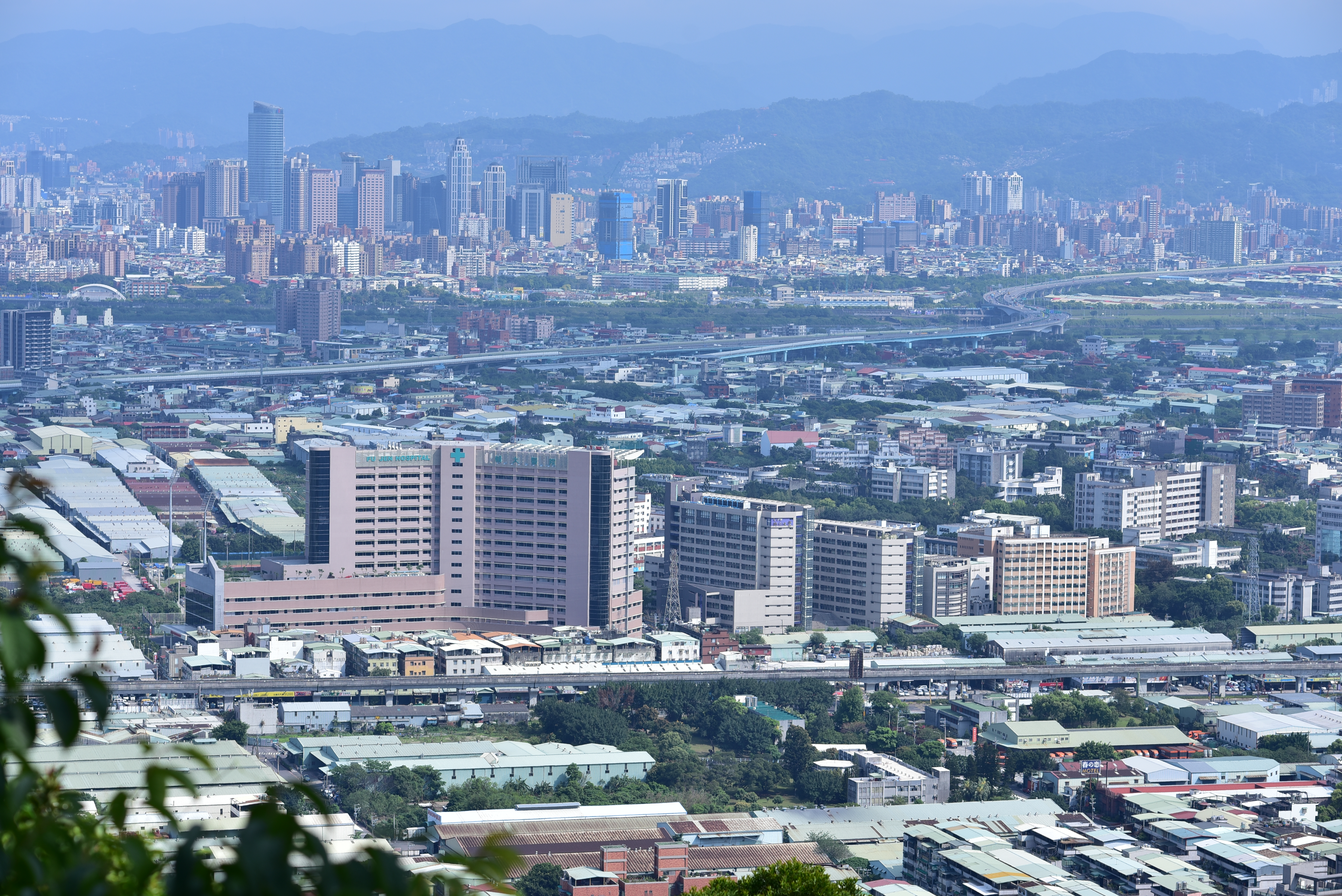
المستشفى الطبي لجامعة فو جين الكاثوليكية في تايوان: تعتبر الرعاية الصحية من القوة الناعمة للمؤسسات المسيحية.

وفقاً لدراسة تعود إلى عام 1999 عن المواقف تجاه الثقافة الغربية والمسيحية في تايوان؛ يوضح تحليل للكتب المدرسية أن المسيحية تصور للطلاب على أنها أساس في تاريخ وتطور العالم الغربي، وبحسب الكتب المدرسية لا توفر المسيحية للغرب فقط الأساس الأخلاقي والفلسفي منذ العصور الوسطى ولكن أيضاً العناصر الثقافية في تطور الحضارة الحديثة، وتشير أيضاً إلى دور المسيحية في جلب العلوم والطرق التعليمية الجديدة للصين من خلال مبشريها. بالرغم من ذلك لا تتحدث الكتب المدرسية كثيرًا عن المسيحية كإيمان أو كمؤسسة، لكنها تصور المسيحية بشكل عام في ضوء إيجابي. كما وأظهرت نتيجة الاستطلاع أن معظم الناس في تايوان يعتقدون أن الديانة المسيحية لديها مساهمة إيجابية كبيرة في مجال الخدمات الطبية، حيث قال 30.0% من المستجيبين أنهم يعتقدون أن مساهمة الديانة المسيحية في هذا المجال كبيرة إلى حد ما وقال 35.8% يعتقدون أن المساهمة كبيرة جدًا. وفقط حوالي 21% يعتقدون أن مساهمة الديانة المسيحية في هذا المجال صغيرة نوعًا ما أو صغيرة جدًا. ويعتقد 46.7% من من المستجيبين أن مساهمة الديانة المسيحية في مجال التعليم كبيرة إلى حد ما أو كبيرة جداً، بالمقارنة مع 37.6% يقولون مساهمة الديانة المسيحية في هذا المجال صغيرة نوعًا ما أو صغيرة جدًا.

#### اليابان
الكثير من اليابانيين على دراية بالجوانب المختلفة للثقافة المسيحية، ويتم التدريس في المدارس عن الأشخاص والأحداث المرتبطة بتاريخ والثقافة المسيحية من مارتن لوثر وفيودور دوستويفسكي إلى الأم تريزا. ويهتم الكثير من اليابانيين بالفن والموسيقى المسيحية، كما أن عيد الميلاد هو فعالية راسخة في اليابان تُحظى بشعبية بين الناس من جميع الأعمار والخلفيات، كما يختار الكثير من الأزواج إقامة حفل زفافهم على الطراز المسيحي، حتى لو لم يكونوا يؤمنون بتلك الديانة. وتُحظى الثقافة المسيحية بشكل عام بصورة إيجابية في اليابان. وبالنسبة لمعظم اليابانيين، فإن اهتمامهم بالمسيحية هو نسخة من الإيمان الذي تم تجريده إلى حد ما من محتواه العقائدي.
وفقاً لدراسة لباحثين من جامعة هاواي قال 77% من المستطلعين اليابانيين أنهم غالباً ما يُشاهدون برامج تلفازية أو أفلام عن حياة المسيحيين، وقال 23% أنهم غالباً ما يُشاهدون برامج تلفازية مسيحية، وقال 6% أنهم غالباً ما يقومون بقراءة قصص مسيحية في الكتب والمجلات. تظهر نتيجة هذه الدراسة أن اليابانيين غير المسيحيين يميلون إلى عدم المبالاة تجاه المسيحية. وبشكل عام، لديهم صورة ومواقف إيجابية تجاه المسيحية. ومع ذلك، فإن اليابانيين من غير المسيحيين لا يمتلكون ما يكفي من وسائل التواصل لمعرفة المسيحية، وبالتالي فهم لم يتطوروا إلى اهتمام تجاه المسيحية. وتشير الدراسة إلى أن الشباب اليابانيون على وجه الخصوص لديهم مشاعر إيجابية تجاه المسيحية، وتعزو ذلك بسبب تزايد تأثير الثقافة الغربية في اليابان ودور المؤسسات التعليمية المسيحية مثل المدارس والجامعات والتي يدرس فيها الكثير من اليابانيين غير المسيحيين.

## في الثقافة الشعبية

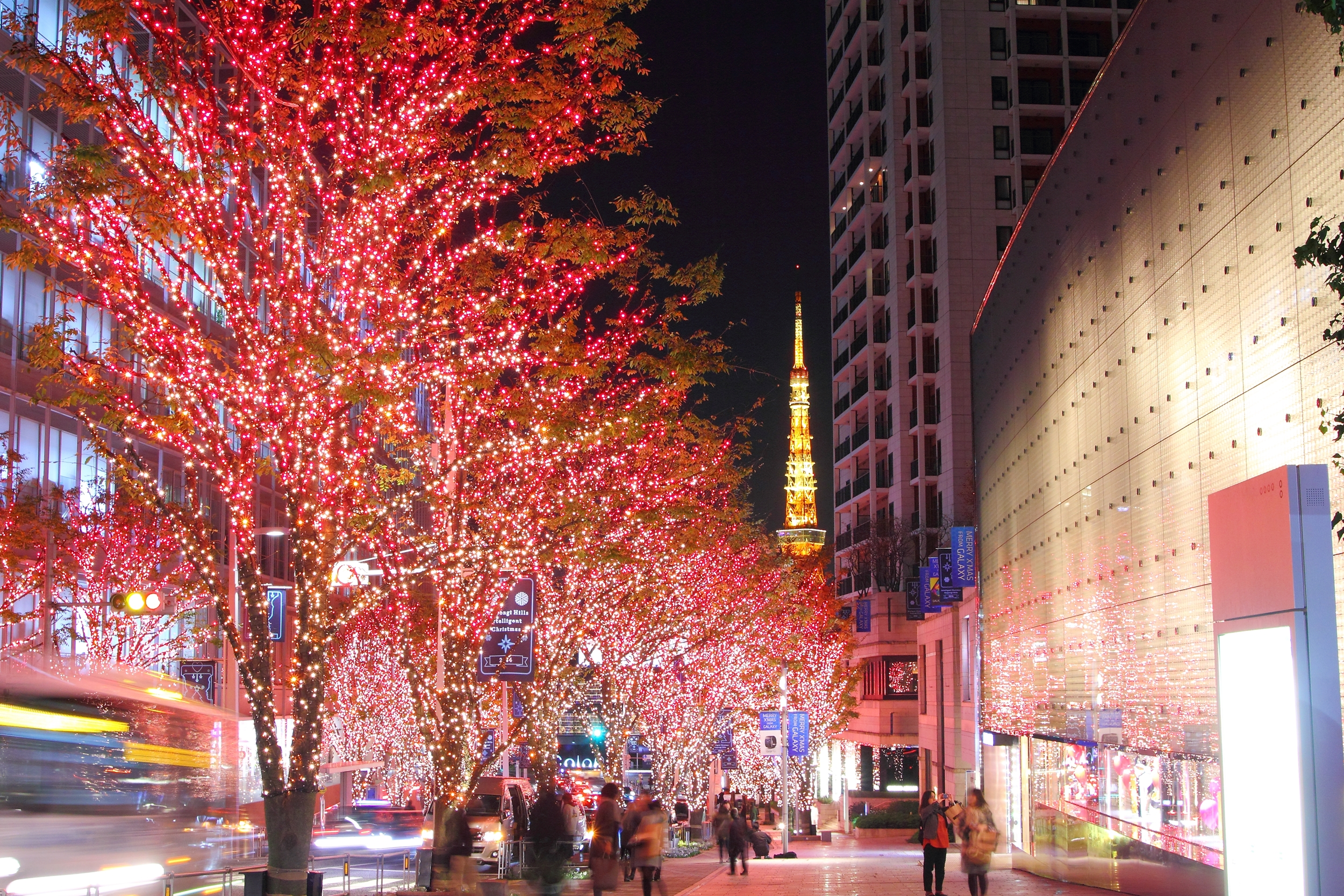
شوارع مزينة بأضواء ميلادية لمناسبة عيد الميلاد في طوكيو.

وفقاً للباحث ميرفي من أبرز أدوات القوة الناعمة للكرسي الرسولي والفاتيكان كل من المدارس الكاثوليكية والجامعات الكاثوليكية؛ بالإضافة إلى المؤسسات الطبية والخيرية الكاثوليكية والمؤسسات والأحزاب الكاثوليكية الناشطة في عالم السياسة والمجتمع. وفقاً للباحث روي كيرسلي تُعتبر المهرجانات المسيحية مثل عيد الميلاد، والمؤسسات التعليمية والطبية والخيرية المسيحية، والمآثر المعمارية والفنية المسيحية التي تستقطب ملايين السواح، والأدب المسيحي، والشبكات التلفازية المسيحية مثل شبكة الثالوث للبث، وصناعة السينما المسيحية، وصناعة الموسيقى المسيحية، والفعاليات والبرامج الشبابية المسيحية، والرياضة من خلال الأندية الرياضية المسيحية ونشاطات جمعية الشبان المسيحيين الرياضية والصيفية، وبرامج جيش الخلاص التوعوية والاجتماعية مثل نشر وإنتاج منتجات النظافة الشخصية أبرز أدوات القوة الناعمة للمؤسسات المسيحية و«الكريستيانوفيلية» والتي تهدف إلى الجذب والتأثير على الثقافة الشعبية والمجتمعات كوسيلة للإقناع من دون إكراه.
يتم تناول مواضيع لاحتفالات مقدسة في الثقافة المسيحية مثل عيد الميلاد ويوم القديس باتريك وعيد جميع القديسين ورأس السنة الميلادية والكرنفالات كل عام في العديد من مجالات الثقافة والحياة الفنية. خاصةً في الأفلام والمسلسلات التلفزيونية التي تعرض حلقات عن عيد الميلاد، وتعرض العناصر الثقافية والرمزية للعيد. غالبًا ما يرتدي المسيحيين قلادة الصليب كمؤشر على الإلتزام في الإيمان المسيحي؛ على الرغم من ذلك قد قد يرتدي بعض الأفراد، بما في ذلك غير المسيحيين، قلادة الصليب كإكسسوار أزياء.
تعتبر المؤسسة البابوية الكاثوليكية أيقونة ثقافية كاثوليكية، ومع انتخاب البابا فرنسيس عام 2013، ظهر ما عُرف في «تأثير البابا فرنسيس»، حيث شهدت قطاعات واسعة من المجتمعات الغربية زيادة في الميول الإيجابية القوية أو التعاطف مع المؤسسة البابوية أو الكنيسة الرومانية الكاثوليكية أو ما يعرف (بالإنجليزية: Papaphilia). ووفقاً لمركز بيو للأبحاث زادت التقييمات الإيجابية للبابوية عبر الأجيال في الولايات المتحدة. في الثقافة الشعبية تطرقت مسلسلات درامية مثل البابا يوحنا بولس الثاني والبورجياس والبابا اليافع وأفلام مثل الباباوان مواضيع من تاريخ وعالم البابوية الكاثوليكية.

### في السينما

ملصق فيلم آلام المسيح.

سعت هوليوود، عاصمة السينما الأمريكية، إلى اجتذاب طائفة جديدة من المشاهدين إلى الشاشة الفضية من خلال إنتاج أفلام متعاطفة مع المسيحية، في حين أنَّ صناعة السينما المسيحية هي مصطلح شامل للأفلام التي تحتوي على رسالة أو أخلاقية ذات طابع مسيحي، ينتجها صانعو أفلام مسيحيون لجمهور مسيحي، والأفلام التي أنتجها غير المسيحيين مع أخذ الجمهور المسيحي في الاعتبار. تعتبر صناعة السينما المسيحية أحد أدوات القوة الناعمة للمؤسسات المسيحية. غالبًا ما تكون أفلامًا متعددة الطوائف، ولكن يمكن أيضًا أن تكون أفلامًا تستهدف طائفة معينة من المسيحية. إنتاجات الاستوديوهات الشعبية السائدة للأفلام ذات الرسائل المسيحية القوية أو القصص التوراتية تشمل فيلم بن هور، والوصايا العشر، والمهمة، وروميرو، وآلام المسيح، وسجلات نارنيا: الأسد، الساحرة وخزانة الملابس، وكتاب إيلاي، ورشاش الواعظ، والنجمة، ونوح، وخروج: الآلهة والملوك، والصمت، ليسوا على وجه التحديد جزءًا من صناعة السينما المسيحية، لكونهم أكثر حيادية بشأن المعتقدات الدينية لجمهورهم. تتمتع هذه الأفلام عمومًا بميزانية أعلى بكثير، وقيم إنتاج، ونجوم سينما معروفين بشكل أفضل، ويتم استقبالها بشكل أفضل مع نقاد السينما. يعد فيلم الله ليس ميتا لعام 2014 أحد أكثر الأفلام المسيحية المستقلة نجاحًا على الإطلاق، وأصبح فيلم غرفة الحرب لعام 2015 هو الفيلم الأول في قائمة الأفلام المتصدرة شباك التذاكر الأمريكي عام 2015. ويُعتبر فيلم الآم المسيح أكثر الأفلام نجاحاً في تاريخ إيرادات صندوق التذاكر في الولايات المتحدة.
في عام 2006 تم إنتاج ما يقرب من 50 فيلماً مسيحياً في الولايات المتحدة، وبلغ متوسط الأفلام في ذاك العام 39 مليون دولار. وقد أنشأت كل من الخمس استوديوهات هوليوود الكبرى إدارات تسويقية لاستهداف الطلب المتزايد على الأديان والأسرة. ويساهم المسيحيون النيجيريون بنشاط في صناعة السينما النيجيرية المزدهرة المعروفة باسم نوليوود. وتُشكل الأفلام المسيحية حوالي 20% من الأفلام النيجيرية. غالبًا ما ترى الشركات المستقلة والكنائس الكبيرة التي تنتج مئات الأفلام المسيحية نفسها بديلاً لنوليوود.

### في التلفاز

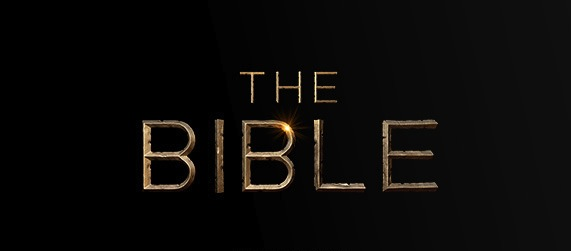
ملصق مسلسل ذا بايبل المبني على الكتاب المقدس.

يُعتبر الإقبال على مسلسلات الأطفال المسيحية مثل حكايات الخضروات والمنزل الطائر وموكب العصور ويحكى أن كأداة تستخدمها الشبكات المسيحية كأداة للقوة الناعمة. في الثقافة الشعبية تطرقت مسلسلات تلفزيونية مبنية على الكتاب المقدس مثل ذا بايبل والمختار ويسوع الناصري وغيرها. وقد شوهدت الحلقة الأولى من مسلسل ذا بايبل من قبل 13.1 مليون مشاهد، وهو أكبر جمهور للتلفزيون الكبلي لعام 2013 حتى الآن. إجمالاً، مع البث التلفزيوني اللاحق، تلقى مسلسل ذا بايبل أكثر من 100 مليون مشاهدة تراكمية. وحقق مسلسل يسوع الناصري والذي أخرجه المخرج الإيطالي فرانكو زافاريلي نجاح تجاري هائل ويُعد واحد من أكثر الأعمال التي تم تسويقها على نطاق واسع والتي نالت استحسان النقاد والأكثر شهرة حول حياة يسوع، واجتذب حوالي 90 مليون مشاهد حول العالم. وقد شاهد المسلسل خلال العرض الأول حوالي 50% من سكان الولايات المتحدة وحوالي 40% من سكان ألمانيا الغربية.
وفقاً للكاتب ويكهام كلايتون من جامعة روهامبتون تزايدت ظاهرة مسلسلات التيلينوفيلا التوراتية التي تم إنتاجها في البرازيل وأميركا اللاتينية مؤخرًا. ويُشير كلايتون أنه منذ توحيد التلفزيون في الستينيات في القرن العشرين، أصبحت التيلينوفيلا المنتج الثقافي الرئيسي في البرازيل وأمريكا اللاتينية - خاصةً من شركة جلوبو، والتي تجذب جميع مشاهدي أوقات الذروة. لكن خلال السنوات الأخيرة، حُظيت قناة أخرى، ريكورد تي في المملوكة من قبل رجل الأعمال البرازيلي إيدير ماسيدو، وهو أيضًا مؤسس وأسقف الكنيسة العالمية لملكوت الله الخمسينية، ببعض الاهتمام لتجربة إستراتيجية مختلفة في إنتاج التيلينوفيلا التوراتية. منذ عام 2010، أنتجت ريكورد تي في مسلسلات تلفزيوني وسلسلة تيلينوفيلا دراميَّة تُركز على الروايات التوراتية لجذب جمهور جديد. كان من ضمن مسلسلات تيلينوفيلا التي حُظيت بشعبية المسلسل البرازيلي لعازر والغني المستوحى من مَثل لعازر والغني. واستفادت الطوائف الإنجيلية في أمريكا اللاتينية من شبكة واسعة من الكنائس، مستخدمة بشكل حاذق التلفزيون والراديو ووسائل التواصل الاجتماعي لجذب ملايين المسيحيين.

### في الأدب

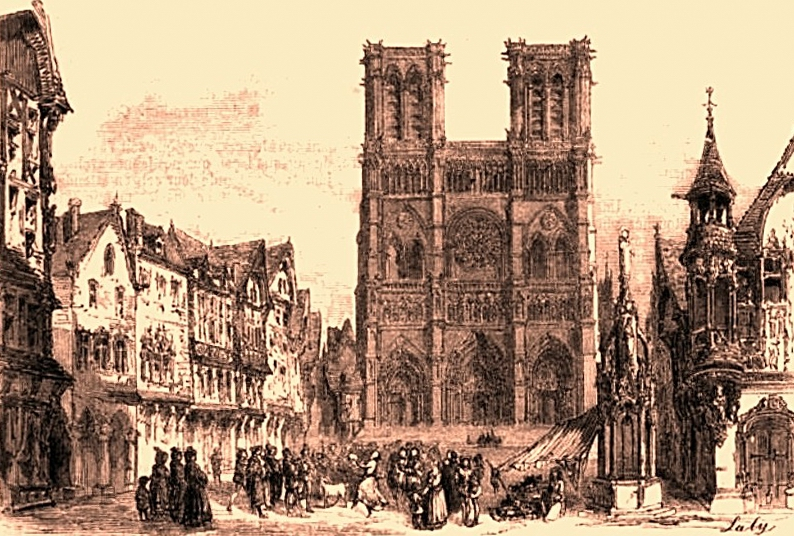
كانت كاتدرائية نوتردام دو باري محور أحداث رواية «أحدب نوتردام» لفيكتور هوجو.

تأثر عدد من الكتّاب خلال القرون الوسطى من روح وقيم المسيحية فمثلًا الشعر الملحمي «الكوميديا الإلهية» لدانتي أليغييري، فقد احتوت على فلسفة مسيحية ومفاهيم كاثوليكية، حكايات كانتربري لجيفري تشوسر وديكاميرون للكاتب والشاعر جيوفاني بوكاتشيو وغيرهم. كذلك الأمر بالنسبة للكتاب في العصور الحديثة فويليام شكسبير قد استلهم في عدد من مسرحياته من القيم المسيحية ، تشارلز ديكنز إحدى أهم أعماله «سلسة حكايات ليالي عيد الميلاد» و«انشودة عيد الميلاد» حملت معاني دينية، فيكتور هوجو، والعمل الأدبي التمثيلي سير الحجاج لجون بانيان، ألكسندر دوما، الإخوة كارامازوف والجريمة والعقاب لفيودور دوستويفسكي، أغاثا كريستي وآرثر كونان دويل تأثروا بمفاهيم مسيحية في العديد من رواياتهم، ج. ك. رولينج في سلسلة هاري بوتر، ج. ر. ر. تولكين في روايته الملحمية سيد الخواتم والهوبيت وسي. إس. لويس كتب عدد من المؤلفات حول المسيحية أو متأثرة من المسيحية أهمها سجلات نارنيا وغيرها.
هناك بعض الباحثين من يرى أن عدد من الحكايات الخرافية وأدب الأطفال كتبت من روح القيم والمفاهيم المسيحية كحكايات الأخوان غريم وشارل بيرو ولويس كارول وهانس كريستيان أندرسن وأساطير الملك آرثر والكأس المقدسة. وكانت كاتدرائية نوتردام دو باري محور أحداث رواية فكتور هوغو بعنوان «أحدب نوتردام» في عام 1831.
تُعد الأسطورة الذهبية أحد أكثر الأعمال الأدبية المسيحية تأثيرًا على الفلكلور الغربي والمسيحي حيث تحتوي على قصص قديسين وشخصيات أدبية مشهورة مثل القديس نقولا (بابا نويل) والقديس باتريك والثعابين والقديس جرجس والتنين وحرب يعقوب بن زبدي ضد المغاربة واكتشاف الصليب الحقيقي، والتي أضحت جزء من الوعي الثقافي في الثقافة الأوروبية والثقافة المسيحية.

## استطلاعات

### مركز بيو للأبحاث
وفقاً لدراسة نشرتها مركز بيو للأبحاث كانت الآراء حول المسيحيين إيجابية للغاية في الولايات المتحدة وأوروبا الغربية وروسيا. أعرب على الأقل ثلاثة أرباع من المستطلعين في إسبانيا (76%) وألمانيا (75%) وأكثر من ثمانية من كل عشرة في الولايات المتحدة (89%) وروسيا (89%) وفرنسا (84%) وبريطانيا (83%) عن وجهات نظر إيجابية حول المسيحية.
خارج هذه البلدان ذات الغالبية المسيحية، كانت وجهات النظر حول المسيحية أكثر تباينًا. على سبيل المثال، فإن أغلبية ضئيلة (54%) من الإسرائيليين أعربوا عن آراء إيجابية تجاه المسيحيين، مما يعكس انقسامًا في الرأي بين اليهود الإسرائيليين؛ حيث أعرب 51% منهم رأي عن وجهة نظر إيجابية تجاه المسيحيين مقابل 48% أعربوا عن وجهة نظر سلبية تجاه المسيحيين. في حين أعرب ثلثي (65%) المسلمين في إسرائيل عن وجهات نظر إيجابية تجاه المسيحيين. على الرغم من ذلك يُصور المسيحيون العرب في إسرائيل على أنهم أقلية عرقية دينية ذات مستوى تعليمي مرتفع ومعروفة في العمل الجاد ومن الطبقة المتوسطة العليا والمتعلمة.
من بين الجمهور المسلم الذي شمله الاستطلاع، أعرب المسلمين اللبنانيين عن أكثر التقييمات إيجابية تجاه المسيحيين. وأعرب غالبية المسلمين في الأردن (57%) وإندونيسيا (52%) عن وجهات نظر إيجابية تجاه المسيحيين. بينما إنقسم المسلمون المصريون بالتساوي تقريبًا في وجهات النظر تجاه المسيحيين، حيث أبدى 48% عن آراء إيجابية في حين أبدى 47% عن آراء سلبية.
في المقابل، أعرب المسلمون في تركيا وباكستان عن آراء سلبية بشكل ساحق تجاه المسيحيين. في تركيا، قال فقط 6% من المسلمين أن لديهم وجهة نظر إيجابية تجاه المسيحيين مقابل 82% أعربوا عن آراء سلبية تجاه المسيحيين. بين المسلمين الباكستانيين أعرب 16% عن آراء إيجابية تجاه المسيحيين وأعرب 66% عن آراء سلبية تجاه المسيحيين. كانت التصنيفات الإيجابية تجاه لمسيحيين بين المسلمين في تركيا وباكستان في عام 2011 أقل مما كانت عليه في عام 2006. يُذكر أن الصور النمطية السلبية في تركيا إزاء المسيحيين تعززها وسائل الإعلام التركية مثل كونهم فاحشي الثراء وطابور خامس وغير وطنيين، ووفقاً لدراسة تركية نشرت عام 2019 كان اليونانيون والأرمن والمسيحيون من بين أكثر المجموعات المستهدفة في وسائل الإعلام التركية، وتم استهدافهم بسبب هجوما كرايستشيرش في نيوزيلندا، وتم تصويرهم على أنهم تهديد لمصالح وأمن تركيا خلال عملية «نبع السلام»، وتم استهدافهم فيما يتعلق بالأزمة الدبلوماسية بين تركيا ودول الاتحاد الأوروبي، وكذلك من خلال الهجوم على الاتحاد الأوروبي نفسه، في ضوء «الهوية المسيحية» لأوروبا.
| البلد المستطلع                      | 2006 (%) | 2011 (%) | الفارق |
| ----------------------------------- | -------- | -------- | ------ |
| لبنان (الإستطلاع تضمن المسلمين فقط) | -        | 96       | -      |
| الولايات المتحدة                    | 88       | 89       | +1     |
| روسيا                               | 90       | 89       | -1     |
| فرنسا                               | 87       | 84       | -3     |
| المملكة المتحدة                     | 88       | 83       | -5     |
| إسبانيا                             | 79       | 76       | -3     |
| ألمانيا                             | 79       | 75       | -4     |
| الأردن                              | 60       | 57       | -3     |
| إسرائيل                             | -        | 54       | -      |
| إندونيسيا                           | 61       | 52       | -9     |
| مصر                                 | 44       | 48       | +4     |
| باكستان                             | 26       | 16       | -10    |
| تركيا                               | 16       | 6        | -10    |

| البلد المستطلع                      | المسيحية (%) | الإسلام (%) | اليهودية (%) | الهندوسية (%) | لا يوجد (%) |
| ----------------------------------- | ------------ | ----------- | ------------ | ------------- | ----------- |
| الولايات المتحدة                    | 9            | 70          | 2            | 3             | 16          |
| المملكة المتحدة                     | 5            | 75          | 2            | 3             | 16          |
| فرنسا                               | 2            | 90          | 4            | 1             | 3           |
| ألمانيا                             | 7            | 79          | 2            | 3             | 10          |
| إسبانيا                             | 3            | 87          | 4            | 1             | 5           |
| روسيا                               | 10           | 67          | 10           | 3             | 9           |
| إسرائيل                             | 3            | 91          | 3            | 0             | 3           |
| تركيا                               | 45           | 2           | 41           | 2             | 10          |
| مصر                                 | 4            | 1           | 93           | 1             | 0           |
| الأردن                              | 2            | 1           | 93           | 1             | 0           |
| لبنان (الإستطلاع تضمن المسلمين فقط) | 20           | 0           | 77           | 1             | 2           |
| فلسطين                              | 1            | 0           | 88           | 10            | 1           |
| إندونيسيا                           | 6            | 32          | 56           | 1             | 6           |
| باكستان                             | 9            | 3           | 54           | 29            | 5           |